# Day of Deceit
Day of Deceit : The Truth About FDR and Pearl Harbor (Le jour de la tromperie : la vérité à propos de Franklin D. Roosevelt et Pearl Harbor) est un livre de Robert Stinnett. Il affirme que Franklin Roosevelt et son administration ont délibérément provoqué et autorisé l'attaque japonaise de Pearl Harbor, plongeant les États-Unis dans la seconde guerre mondiale. Stinnett argumente en disant que l'attaque aérienne a été détectée par radio et grâce aux interceptions des renseignements. Mais l'information aurait été délibérément cachée par l'amiral Husband E. Kimmel, le commandant de la United States Pacific Fleet à ce moment.
Sorti premièrement en décembre 1999, Day of Deceit a été revu dans le The New York Times et est fréquemment cité par les partisans de la théorie de Stinnett.
Cependant, beaucoup d'historiens de cette période ont rejeté cette thèse, pointant du doigt plusieurs erreurs et sources douteuses.

## Résumé
Le point de départ de Stinnett est le mémo écrit par le lieutenant-commandant Arthur H. McCollum en octobre 1940 qui a été obtenu grâce à la Freedom of Information Act (loi d'accès à l'information). McCollum, alors chef du bureau de l'Extrême-Orient de l'Office of Naval Intelligence discute de la situation stratégique dans le Pacifique et termine par une liste de huit actions dirigées contre la menace japonaise. Stinnett qualifie ces actions de « provocations » et affirme sa conviction que le point F de McCollum (« Maintenir la force principale de la flotte américaine actuellement dans le Pacifique à proximité des îles Hawaï ») était destiné à attirer les Japonais pour qu'ils l'attaquent. Stinnett affirme que l'intention générale était de provoquer un acte de guerre qui permettrait à Roosevelt d'entrer en conflit actif avec l'Allemagne pour soutenir le Royaume-Uni.